# Región de Borkou-Ennedi-Tibesti
Borkou-Ennedi-Tibesti (BET) fue una antigua región de Chad (Decretos n.º 415/PR/MAT/02 y 419/PR/MAT/02), siendo su capital la ciudad de Faya-Largeau. Se estableció a partir de la antigua Prefectura de Borkou-Ennedi-Tibesti en 1999 y susbistió hasta 2008, cuando se dividió en tres regiones.

## Subdivisiones
La región de Borkou-Ennedi-Tibesti se dividió anteriormente en 4 departamentos:
| Departamento | Capital      | Subprefecturas                                          |
| ------------ | ------------ | ------------------------------------------------------- |
| Borkou       | Faya-Largeau | Borkou Yala, Faya-Largeau, Kouba Olanga, Yebibou, Yarda |
| Ennedi Est   | Bahaï        | Bahaï, Bao Billiat, Kaoura, Mourdi                      |
| Ennedi Ouest | Fada         | Fada, Gouro, Kalait, Ounianga                           |
| Tibesti      | Bardaï       | Aouzou, Bardaï, Wour, Zouar, Zoumri                     |

## Demografía
La región tenía una población de 70 603 habitantes en 1993, de los cuales 59 479 eran sedentarios y 11 124 nómadas.
Los grupos étno-lingüísticos principales son los Daza (55,96 %), los Teda (22,63 %), los Zaghawa (10,17 %) y Árabes (2,57 %).